# Моё свидание с Дрю
«Моё свидание с Дрю» («Свидание с Дрю Бэрримор») (англ. My Date with Drew) — американский документальный фильм 2004 года. Его бюджет составил чуть более одной тысячи долларов, а сборы превысили бюджет в 238 раз.

## Сюжет
Брайан Херцлингер влюбился в Дрю Бэрримор ещё будучи ребёнком, в 1982 году, после просмотра фильма «Инопланетянин». Теперь, спустя более 20 лет, Брайан продолжает сочетать в своём сердце любовь к Дрю и к созданию фильмов.
Выиграв в телеигре $1100 и видеокамеру (правильный ответ, принесший ему выигрыш, был «Дрю Бэрримор»), Брайан отправляется на поиски Дрю. У него есть 30 дней, чтобы добиться расположения звезды и чтобы снять документальный фильм о своём путешествии — по истечении этого срока он должен вернуть камеру в магазин Circuit City.
Брайан добивается свидания с Дрю, и та дарит ему новую видеокамеру.

## В ролях
Все актёры в фильме сыграли сами себя.
- Брайан Херцлингер
- Дрю Бэрримор
- Эрик Робертс
- Кори Фельдман
- Джон Огаст
- Билл Д’Элия
- Джордж ДелХойо — голос водителя грузовика
- Лорен Хэйс

## Награды и номинации
В 2004—2006 гг. фильм номинировался на 8 наград различных фестивалей в разных категориях и выиграл все из них.

## Премьерный показ в разных странах[2]
- США — 3 апреля 2004 (англ. Vail Film Festival); 19 апреля 2004 (англ. Gen Art); 5 августа 2005 (ограниченный показ на широком экране)
- Канада — 20 июля 2005 (кинофестиваль «Просто смех» в Монреале)
- Израиль — 19 августа 2005 (показ по ТВ)
- Бразилия — 24 сентября 2005 (международный кинофестиваль в Рио-де-Жанейро); 21 октября 2005 (международный кинофестиваль в Сан-Паулу); июль 2006 (широкий экран)
- Норвегия — 30 сентября 2005
- Швеция — 9 декабря 2005
- Исландия — 12 января 2006 (выход на DVD)
- Финляндия — 13 января 2006
- Дания — 24 января 2006
- Италия — 11 июня 2006 (англ. Biografilm Festival)
- Гонконг — 15 июня 2006
- Греция — 28 сентября 2006 (выход на DVD)
- Япония — 3 февраля 2007